# تيرينس كيل
تيرينس كيل (بالإنجليزية: Terrence Kiel)‏ هو لاعب كرة قدم أمريكية أمريكي، ولد في 24 نوفمبر 1980 في لوفكين في الولايات المتحدة، وتوفي في 4 يوليو 2008 في سان دييغو في الولايات المتحدة بسبب اختناق.

## وصلات خارجية
- تيرينس كيل على موقع مرجع كرة القدم المحترفة.كوم (الإنجليزية)